# Долинська сільська рада (Обухівський район)
| Долинська сільська рада — колишній орган місцевого самоврядування у Обухівському районі Київської області з адміністративним центром у с. Долина. Історична дата утворення: в 1923 році. Сільській раді були підпорядковані населені пункти: - с. Долина - с. Макарівка |

## Склад ради
Рада складалася з 12 депутатів та голови.

### Керівний склад ради
| ПІБ                     | Основні відомості                                                                  | Дата обрання | Дата звільнення |
| ----------------------- | ---------------------------------------------------------------------------------- | ------------ | --------------- |
| Ковалюк Василь Іванович | Сільський голова, 1945 року народження, освіта, член Соціалістичної партії України | 26.03.2006   | 31.10.2010      |
| Ковалюк Василь Іванович | Сільський голова, 1945 року народження, освіта вища, безпартійний                  | 31.10.2010   |                 |

Примітка: таблиця складена за даними джерела